# Billy Gilmour
Billy Clifford Gilmour (Glasgow, 11 de junho de 2001) é um futebolista escocês que atua como meio-campista. Atualmente joga no Napoli e pela Seleção Escocesa.

## Juventude
Gilmour nasceu em Glasgow e morava em Ardrossan, North Ayrshire. Seu pai serviu a Marinha Real e jogou futebol juvenil na equipe Ardrossan Winton Rovers. Gilmour frequentou a Stanley Primary School em Ardrossan e a Grange Academy em Kilmarnock, onde fez parte do programa Performance School da Associação Escocesa de Futebol SFA.

## Carreira em clubes

### Rangers
Gilmour desenvolveu sua carreira como parte da Rangers Academy. Seu progresso fez com que ele se encaminhasse rapidamente para a primeira equipe, fazendo sua estreia na equipe de desenvolvimento sub-20 em dezembro de 2016 aos 15 anos e sendo convidado a treinar com a primeira equipe no mês seguinte pelo gerente Mark Warburton. Após a saída de Warburton do clube, foi incluído duas vezes na equipe provisória para jogos da Copa da Escócia pelo gerente interino dos Rangers, Graeme Murty.
O novo treinador dos Rangers, Pedro Caixinha, descreveu Gilmour como um jogador com um "futuro brilhante" e conversou com a família do jogador na tentativa de o persuadir a ficar no clube. Os Rangers, no entanto, anunciou em maio de 2017 que havia chegado a um acordo para Gilmour se juntar ao Chelsea por uma "taxa significativa". O Chelsea pagaria uma taxa de desenvolvimento inicial de cerca de £500 mil, com potenciais pagamentos adicionais dependendo de seu progresso. O Diretor de Desempenho da SFA, Malky Mackay aconselhou Gilmour e sua família que ele deveria permanecer no Rangers, pois ele teria mais chance de ganhar experiência como titular. Mackay disse: "Eu realmente espero que ele seja emprestado rapidamente a alguém e continue progredindo".

### Chelsea
Gilmour foi oficialmente contratado pelo Chelsea em julho de 2017, após completar 16 anos de idade. Ele se juntou à equipe sub-18 do clube, fazendo uma estreia marcante em uma partida da Premier League Sub-18 contra o Arsenal em setembro de 2017, e marcando em cada uma de suas três primeiras partidas. Em julho de 2018, após completar 17 anos, Gilmour assinou seu primeiro contrato profissional com o Chelsea.

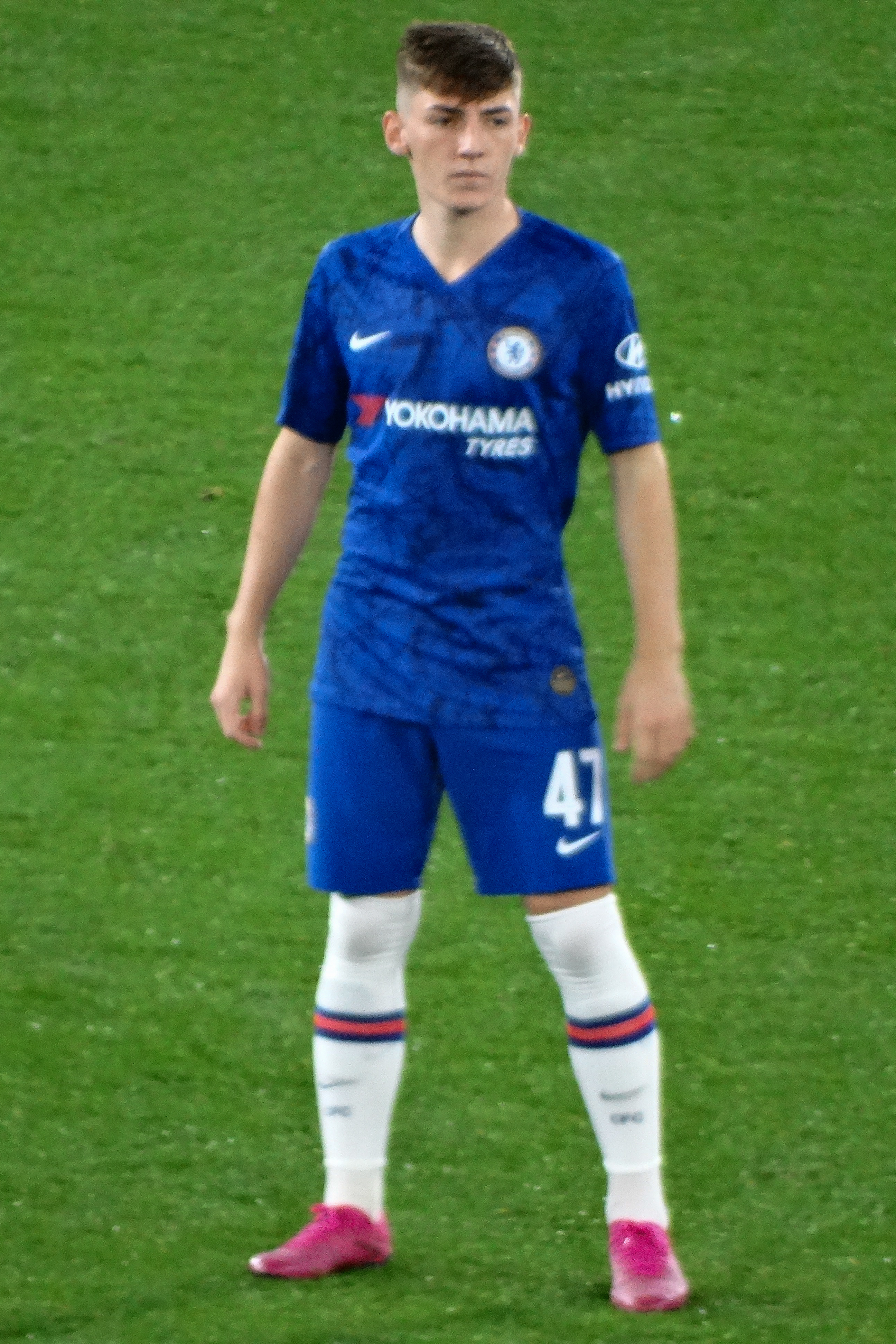
Gilmour atuando pelo Chelsea em 2019

O recém-chegado técnico do Chelsea, Frank Lampard, deu a Gilmour uma chance de estrear como titular em 10 de julho de 2019, em um amistoso de pré-temporada contra o Bohemian em Dublin.  Sua primeira aparição na primeira equipe foi na Supercopa da UEFA de 2019 contra o Liverpool, enquanto esteve no banco de reservas mas não entrou em campo.
Ele fez sua estreia na Premier League no dia 31 de agosto contra o Sheffield United, entrando aos 84 minutos substituindo Tammy Abraham. Ele fez sua estréia começando entre os 11 titulares no dia 25 de setembro, jogando os 90 minutos em uma vitória por 7–1 da Copa da Liga Inglesa contra Grimsby Town. Gilmour foi promovido ao time principal do Chelsea de forma permanente em fevereiro de 2020. Ele foi amplamente elogiado por seu desempenho na vitória por 2-0 contra o Liverpool válido pela Copa da Inglaterra em 3 de março.

### Norwich City
Em julho de 2021, Gilmour se juntou ao Norwich City, outro clube da Premier League, por um empréstimo de uma temporada.

## Seleção Escocesa
Gilmour foi selecionado para a seleção sub-16 da Escócia para o torneio Victory Shield em 2016. Ele fez sua estréia na seleção sub-17 da Escócia contra a Itália em agosto de 2017, e marcou seu primeiro gol na derrota por 2–1 contra a Inglaterra dois dias depois.
Ele fez sua estréia na seleção sub-21 no Torneio de Toulon 2018, em uma vitória por 1–0 contra a França, passando a ganhar o Revelation of the Tournament após ajudar a Escócia a terminar em quarto lugar.
Gilmour foi convocado pela seleção da Escócia para a Euro 2020 por Steve Clarke . Ele fez sua estreia na seleção principal no dia 2 de junho de 2021, saindo do banco de reservas aos 81 minutos em um amistoso contra a Holanda . Gilmour estreou pela Escócia em um empate sem gols contra a Inglaterra em 18 de junho, e foi eleito o melhor em campo pela UEFA.  Ele testou positivo para COVID-19, o que resultou na sua ausência no o último jogo da fase de grupos contra a Croácia.

## Estatísticas
Atualizado até 26 de agosto de 2020.
| Clube             | Temporada         | Campeonato Nacional | Campeonato Nacional | Campeonato Nacional | Copa Nacional | Copa Nacional | Copa da Liga Nacional | Copa da Liga Nacional | Competições Continentais | Competições Continentais | Outros Torneios | Outros Torneios | Total | Total |
| Clube             | Temporada         | Divisão             | Jogos               | Gols                | Jogos         | Gols          | Jogos                 | Gols                  | Jogos                    | Gols                     | Jogos           | Gols            | Jogos | Gols  |
| ----------------- | ----------------- | ------------------- | ------------------- | ------------------- | ------------- | ------------- | --------------------- | --------------------- | ------------------------ | ------------------------ | --------------- | --------------- | ----- | ----- |
| Chelsea           | 2019-2020         | Premier League      | 6                   | 0                   | 3             | 0             | 2                     | 0                     | 0                        | 0                        | —               | —               | 11    | 0     |
| Total na carreira | Total na carreira | Total na carreira   | 6                   | 0                   | 3             | 0             | 2                     | 0                     | 0                        | 0                        | 0               | 0               | 11    | 0     |

## Títulos
Chelsea
- Liga dos Campeões da UEFA: 2020–21

Napoli
- Campeonato Italiano – Série A: 2024–25[2]